# Costus lasius
Costus lasius är en enhjärtbladig växtart som beskrevs av Ludwig Eduard Loesener. Costus lasius ingår i släktet Costus och familjen Costaceae. Inga underarter finns listade.